# Podčudnič
Podčudnič est une localité de Croatie située dans la municipalité de Čavle, comitat de Primorje-Gorski Kotar. En 2001, la localité comptait 464 habitants.

## Démographie
| 1948 | 1953 | 1961 | 1971 | 1981 | 1991 | 2001 |
| ---- | ---- | ---- | ---- | ---- | ---- | ---- |
| 322  | 293  | 371  | 382  | 431  | 446  | 464  |